# Конкерак
Конкерак (фр. Conqueyrac) насеље је и општина у јужној Француској у региону Лангдок-Русијон, у департману Гар која припада префектури Виган.
По подацима из 2011. године у општини је живело 111 становника, а густина насељености је износила 4,08 становника/km². Општина се простире на површини од 27,18 km². Налази се на средњој надморској висини од 160 метара (максималној 368 m, а минималној 100 m).

## Демографија
| 1962. | 1968. | 1975. | 1982. | 1990. | 1999. | 2011. |
| ----- | ----- | ----- | ----- | ----- | ----- | ----- |
| 75    | 83    | 82    | 123   | 133   | 122   | 111   |

График промене броја становника у току последњих година